# جورج أو غور الثاني
جورج أو غور الثاني (بالإنجليزية: George O. Gore II)‏ مواليد 15 ديسمبر 1982 في ماريلند، هو ممثل ومخرج أمريكي بدأ مسيرته الفنية سنة 1991.

## الأعمال

### أفلام
- محامي الشيطان (1997)

### مسلسلات
- ممسوس بملاك (1998) (بدور: تايلر)
- زوجتي وأطفالي (2001)

## روابط خارجية
- جورج أو غور الثاني على موقع IMDb (الإنجليزية)
- جورج أو غور الثاني على موقع ألو سيني (الفرنسية)
- جورج أو غور الثاني على موقع قاعدة بيانات الأفلام السويدية (السويدية)
- جورج أو غور الثاني على موقع قاعدة بيانات الفيلم (الإنجليزية)
- جورج أو غور الثاني على موقع كينوبويسك (الروسية)